# Le Milieu du monde
Le Milieu du monde (en Hispanoamérica: La mitad del mundo) es una película de drama romántico franco-suiza de 1974 dirigida por Alain Tanner. La película fue seleccionada como la entrada suiza a la Mejor Película en Lengua Extranjera en la 47.ª edición de los Premios Óscar, pero no fue nominada. Se proyectó en el Festival Internacional de Cine de Mannheim-Heidelberg de 2011.

## Sinopsis
El joven político suizo casado Paul da un discurso electoral en un restaurante y se enamora de una camarera italiana llamada Adriana que trabaja allí. Su historia de amor se convierte rápidamente en conocimiento público. La esposa de Paul lo abandona y se lleva a su hijo con ella. Su reputación dañada le hace perder las elecciones. Él busca consuelo concentrándose en su relación con Adriana, pero ella siente que ella era solo una especie de objeto para él y también lo deja.

## Reparto
- Olimpia Carlisi como Adriana
- Philippe Léotard como Paul
- Julieta Berto como Julieta
- Denise Perón como Schmidt
- Jacques Denis como Marcel
- Roger Jendly como Roger
- Gilbert Bahon como Alberto
- Pierre Walker como Presidente de ADP
- Paul Paquier como Gavault
- Adrien Nicati como El padre de Paul